# Megaselia amplipennis
Megaselia amplipennis är en tvåvingeart som beskrevs av Borgmeier 1935. Megaselia amplipennis ingår i släktet Megaselia och familjen puckelflugor. Inga underarter finns listade i Catalogue of Life.